# Team Katjoesja Alpecin/2018
Deze pagina geeft een overzicht van de Katjoesja-Alpecin-wielerploeg in 2018.

## Algemeen
Algemeen manager: José Azevedo
Ploegleiders: Claudio Cozzi, Xavier Florencio, Dmitri Konysjev, Gennadi Michajlov, Torsten Schmidt, Giuseppe Toni
Fietsen: Canyon

## Renners
| Naam                   | Geboortedatum | Nationaliteit       | Ploeg 2017          |
| ---------------------- | ------------- | ------------------- | ------------------- |
| Maksim Belkov          | 09-01-1985    | Rusland             |                     |
| Jenthe Biermans        | 30-10-1995    | België              |                     |
| Ian Boswell            | 07-02-1991    | Verenigde Staten    | Team Sky            |
| Steff Cras             | 13-02-1996    | België              | nieuw               |
| Alex Dowsett           | 03-10-1988    | Verenigd Koninkrijk | Movistar Team       |
| Matteo Fabbro          | 10-04-1995    | Italië              | nieuw               |
| José Gonçalves         | 13-02-1989    | Portugal            |                     |
| Nathan Haas            | 12-03-1989    | Australië           | Team Dimension Data |
| Marco Haller           | 01-04-1991    | Oostenrijk          |                     |
| Reto Hollenstein       | 22-08-1985    | Zwitserland         |                     |
| Robert Kišerlovski     | 09-08-1986    | Kroatië             |                     |
| Marcel Kittel          | 11-05-1988    | Duitsland           | Quick-Step Floors   |
| Pavel Kotsjetkov       | 07-03-1986    | Rusland             |                     |
| Vjatsjeslav Koeznetsov | 24-06-1989    | Rusland             |                     |
| Maurits Lammertink     | 31-08-1990    | Nederland           |                     |
| Tiago Machado          | 18-10-1985    | Portugal            |                     |
| Tony Martin            | 23-04-1985    | Duitsland           |                     |
| Marco Mathis           | 07-04-1994    | Duitsland           |                     |
| Baptiste Planckaert    | 28-09-1988    | België              |                     |
| Nils Politt            | 06-03-1994    | Duitsland           |                     |
| Jhonatan Restrepo      | 28-11-1994    | Colombia            |                     |
| Mads Würtz Schmidt     | 31-03-1994    | Denemarken          |                     |
| Simon Špilak           | 23-06-1986    | Slovenië            |                     |
| Rick Zabel             | 08-12-1993    | Duitsland           |                     |
| Ilnoer Zakarin         | 15-09-1989    | Rusland             |                     |

### Stagiairs
Vanaf 1 augustus 2018
| Naam            | Geboortedatum | Nationaliteit | Vorige ploeg |
| --------------- | ------------- | ------------- | ------------ |
| Kenny Nijssen   | 06-09-1990    | Nederland     | -            |
| Dmitry Strakhov | 17-05-1995    | Rusland       | Lokosphinx   |

### Vertrokken
| Naam               | Geboortedatum | Nationaliteit | Ploeg 2018        |
| ------------------ | ------------- | ------------- | ----------------- |
| Sven Erik Bystrøm  | 21-01-1992    | Noorwegen     | UAE Team Emirates |
| Alexander Kristoff | 05-07-1987    | Noorwegen     | UAE Team Emirates |
| Alberto Losada     | 28-02-1982    | Spanje        | gestopt           |
| Matvej Mamykin     | 31-10-1994    | Rusland       | Burgos-BH         |
| Michael Mørkøv     | 30-04-1985    | Noorwegen     | Quick-Step Floors |
| Rein Taaramäe      | 24-04-1987    | Estland       | Direct Énergie    |
| Ángel Vicioso      | 13-04-1977    | Spanje        | gestopt           |

## Belangrijkste overwinningen
| Ronde van Oman 2e etappe: Nathan Haas Puntenklassement: Nathan Haas Tirreno-Adriatico 2e etappe: Marcel Kittel 5e etappe: Marcel Kittel Ronde van Duitsland 4e etappe: Nils Politt | Nationale kampioenschappen wielrennen Duitsland - tijdrit: Tony Martin |  |

2006 · 2007 · 2008 · 2009 · 2010 · 2011 · 2012 · 2013 · 2014 · 2015 · 2016 · 2017 · 2018 · 2019
AG2R-La Mondiale · Astana Pro Team · Bahrain-Merida · BMC Racing Team · BORA-hansgrohe · Groupama-FDJ · Lotto Soudal · Mitchelton-Scott · Movistar Team · Quick-Step · Team Dimension Data · Team EF Education First-Drapac p/b Cannondale · Team Katjoesja Alpecin · Team LottoNL-Jumbo · Team Sky · Team Sunweb · Trek-Segafredo · UAE Team Emirates